# 尤金·波利
尤金·波利（Eugene Polley，1915年11月29日—2012年5月20日）是一名美国电子工程师与发明家，他从1935年至1982年工作于天頂電子公司。。波利一生在电视领域获得了18个专利，由于他发明了世界上第一个电视遥控器而被人称为“土豆沙发创始人”（the founding father of the couch potato）、“跳台沙皇”（the czar of zapping）、“频道冲浪的沙滩男孩”（the beach boy of channel surfing）。

## 生平
1915年，尤金·波利生于美国芝加哥。先后就读于芝加哥城市学院与伊利諾理工學院，但还没毕业就离校了。1935年，他受雇于天頂電子公司做货物的储存工作。后来成为公司的技术工程师，主要贡献包括参与为二战时期的美国国防部设计雷达任务。
1955年，他发明了名为“闪光自动化装置”（Flash-Matic）的无线闪光遥控器，它类似于手电筒，可对着电视发射出开启、关闭与切换频道的光束。波利生前一直对自己的这项发明深感自豪，并经常随身携带着当年的原装遥控器。
此外，他也促进了包括汽车无线广播按纽与VCD在内的技术发展。
他在天頂電子公司主要从事产品与技术的研发工作。最终成为该公司工程部门的一名高级主管。1982年，已为公司效力47年後的他正式退休。

## 荣誉
他一生累计获得18项美国发明专利。
由于“对于电视无线遥控器的开创性发展”，他与电视无线遥控器的另一位发明家——罗伯特·阿德勒分享了1996–1997技术工程艾美奖（Technology & Engineering Emmy Award）。
2009年，他被电气电子工程师学会授予IEEE消费者电子奖（IEEE Masaru Ibuka Consumer Electronics Award），以表彰他“对于电视和其他电子设备无线遥控器的贡献”。

## 逝世
天頂電子宣布，2012年5月20日他于芝加哥郊区的一家医院——Advocate Good Samaritan Hospital病逝。